# Assabesi
Assabesi sono chiamati diversi tipi di dolci:
- biscotti al cacao a forma di ciambella
- pasticcini di pan di Spagna ricoperti di crema e cioccolato
- caramelle di liquirizia e gomma arabica a forma di faccia o di animale

L'elemento comune è la presenza di cacao o di liquirizia tra gli ingredienti.
Inoltre gli assabesi possono anche essere un formato di pasta.

## Origine
Secondo lo storico Guido Abbattista, l'origine del termine assabesi va fatto risalire ai 1884, quando, in occasione dell'Esposizione Generale Italiana furono presentati come attrazione (siamo in pieno periodo coloniale) alcuni abitanti nella baia di Assab, nel Corno d'Africa.
L'esistenza di biscotti chiamati assabesi è attestata, secondo Abbattista, dalla pubblicità sui giornali nei primi mesi del 1885, prima che la ricetta comparisse sul manuale di pasticceria del Ciocca

## Altre ricette con nome simile
Assabese fu chiamata una torta al cioccolato prodotta dalla pasticceria di Gustavo Pfatisch di Torino nei primi anni del '900, e assabesi (divenuto poi colloquialmente asabesi) furono chiamate le caramelle alla liquirizia in forma di volti africani prodotte dalla più antica ditta italiana di liquirizia italiana, la Amarelli di Rossano.